# كييتا تاناكا
كييتا تاناكا (باليابانية: 田中 恵太) (26 ديسمبر 1989 في طوكيو في اليابان – )؛ هو لاعب كرة قدم ياباني سابق كان يلعب كلاعب وسط.

## وصلات خارجية
- كييتا تاناكا على موقع رابطة كرة القدم اليابانية للمحترفين (اليابانية)
- كييتا تاناكا على موقع قاعدة بيانات كرة القدم.إي يو (الإنجليزية)
- كييتا تاناكا على موقع Soccerway.com (الإنجليزية)
- كييتا تاناكا على موقع عالم كرة القدم.نت (الإنجليزية)